# Melipotis contorta
Melipotis contorta là một loài bướm đêm trong họ Erebidae.